# L'assalto al centro nucleare
L'assalto al centro nucleare è un film del 1967 diretto da Mario Caiano.
Conosciuto anche come Per favore... non sparate col cannone.

## Trama
Un'organizzazione criminale affida all'abile ladro Paul Lefèvre il compito di rubare un'invenzione rivoluzionaria.